# المقروصه
المقروصه یک منطقهٔ مسکونی در سوریه است که در منطقه قطنا واقع شده‌است. المقروصه ۴۴۳ نفر جمعیت دارد.